# Suhrawardiyya
Suhrawardiyya, en av de mest betydelsefulla ordnarna inom islams mystik, sufismen. Orden grundades av mästaren Abu al-Najib al-Suhrawardi (1097 – 1168) från staden Suhraward i nordvästra Iran. Suhrawardi studerade islamisk lag i Bagdad, omvändes till mystiken och inrättade flera ordenscentrum (khanaqa). Suhrawardiyya fick sin spridning i större delen av Mellanöstern på 1200-talet under mästaren Abu Hafs Umar al-Suhrawardi.